# Santo Antônio do Grama (kommun)
Santo Antônio do Grama är en kommun i Brasilien.   Den ligger i delstaten Minas Gerais, i den sydöstra delen av landet, 700 km sydost om huvudstaden Brasília. Antalet invånare är 4 090.
Följande samhällen finns i Santo Antônio do Grama:
- Santo Antônio do Grama

Omgivningarna runt Santo Antônio do Grama är huvudsakligen savann. Runt Santo Antônio do Grama är det ganska glesbefolkat, med 31 invånare per kvadratkilometer.